# 基準率
基準率（きじゅんりつ、英: base rate）とは、確率論・統計学において、一般に実証的な証拠を条件としないクラスの確率を指し、しばしば事前確率とも呼ばれる。
例えば、人口の1%が医療従事者で、残りの99%が医療従事者でない場合、医療従事者の基準率は1%になる。

## 解説
医学を含む科学では、比較のために基準率が重要である。例えば、「治療法X」を使って1000人が風邪を治したというのは、一見すごいことのように思えるが、「治療法X」の集団全体を見ると、成功の基準率は1/100しかない（つまり、10万人が治療を試みたが、残りの99万人はその治療では風邪を治すことができなかった）。このような基準率の情報（「何人のうち1000人が...」など）があれば、治療の有効性はより明確になる。対照群も同様に、比較のためのさらなる情報を提供する可能性がある。たとえば、コントロール群は治療法Xを受けていない人たちになるが、この中での治療成功率が5/100だったとしよう。この場合、1000人という最初の誇らしい主張にもかかわらず、コントロール群をもうけることで「治療法X」が病気を悪化させていることがわかる。
基準率（事前確率）と実証的証拠（尤度）を統合する方法は、ベイズの法則で与えられる。

## 基準率の誤謬
多くの心理学的研究において、カテゴリのベースレートが規範的な方法で証拠と統合されない、基準率の無視または基準率の誤謬と呼ばれる現象を検証している。数学者のKeith Devlinは、その危険性を説明するために、次のような説明をしている。全人類の1％が罹患するタイプの癌があると想像してみてほしい。医師は、その癌の検査があり、その信頼性は80％であると言う。その検査では、80％の人が陽性になるが、20％の人は陽性にならない。さて、陽性反応が出た場合、私たちは自分ががんである可能性は80％だと考えたくなるだろう。しかし、実際にはその確率は5％にも満たないとデブリンは説明する。多様な統計数値の中に欠けているのは、本来は最も重要なはずの基準率に関する情報である。私たちは医師に「陽性と判定された人のうち、何人が癌に罹患しているのか？（これが私たちが関心を持つ基本的な割合のグループ）」と尋ねるべきである。また、ある個人が特定のクラスのメンバーである確率を評価する場合、基準率以外の情報も考慮しなければならない。特に、特徴的な証拠を考慮する必要がある。例えば、白衣を着て聴診器をつけ、薬を処方している人を見たとき、この特定の個人が「医療従事者」である確率は、カテゴリーの基準率である1％よりもかなり大きいと結論づけることができる証拠がある。